# Megachile occidentalis
Megachile occidentalis là một loài Hymenoptera trong họ Megachilidae. Loài này được Fox mô tả khoa học năm 1894.